# Hegra Fæstning
Hegra Fæstning, Hegra Festning ligger ved bygden Hegra i Stjørdal kommune i Nord-Trøndelag.
Oprindeligt havde den navnet Ingstadkleiva fort.
Fæstningen blev anlagt i perioden 1908 til 1910 med tanke på et svensk angreb.
Fortet blev bygget på baggrund af unionsopløsningen mellem Norge og Sverige.

## Eksterne links
- Hegra Festning
- Hegra Festning/Hegra Fæstning Arkiveret 4. marts 2016 hos  Wayback Machine
- Hegra Festning

- Wikimedia Commons har flere filer relateret til Hegra Fæstning

63°27′04.5″N 11°09′57.4″Ø / 63.451250°N 11.165944°Ø